# Zyklopie

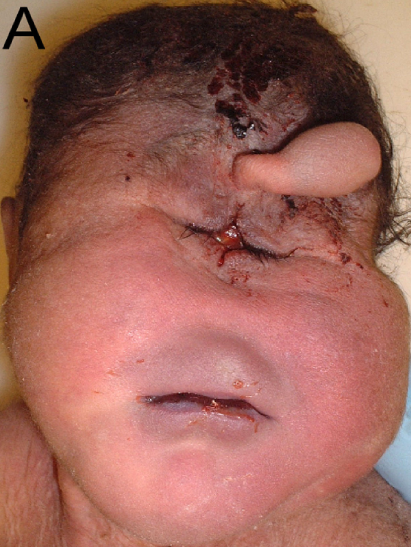
Kind mit Pätau-Syndrom und Zyklopie. Oberhalb des Auges ist ein Proboscis zu erkennen. (Gestationsalter 37W+2T)

Zyklopie (von altgriechisch Κύκλωψ Kyklops „Kreisäugiger“) ist eine seltene Gesichtsschädel-Fehlbildung, bei der im Fötus die beiden Augenanlagen in einer knöchernen Augenhöhle (Orbita) verschmolzen sind. Bei einer inkompletten Verschmelzung der Augen in einer Orbita spricht man von einer Synophthalmie. Die Störung geht meist mit einer Holoprosenzephalie einher und stellt dann deren schwerste Ausprägungsform dar. Aufgrund der starken Fehlbildungen sind Zyklopen nicht lebensfähig. Zyklopie kommt sowohl beim Menschen als auch im Tierreich vor.

## Epidemiologie
Die Zyklopie ist eine seltene Fehlbildung. Die Prävalenz beträgt 1:100.000 Geburten. Über 60 % der Kinder werden lebend geboren. Weibliche Kinder überwiegen mit fast 60 %. Es gibt keine regionalen Häufungen.

## Ursachen
In etwa 30 % der Fälle liegt eine Chromosomenaberration, hauptsächlich Trisomie 13, vor. Signifikante Verknüpfungen mit Faktoren wie hohem Gebäralter der Mutter oder Zwillings- und Mehrlingsschwangerschaften gibt es nicht. Teratogene Faktoren während der Schwangerschaft können Störungen der Cholesterolbiosynthese, Viruserkrankungen, Alkoholkonsum der Mutter oder Gestationsdiabetes sein. Es gibt Fallberichte über Zyklopie als Folge einer teratogenen Wirkung von Medikamenten.
Bei Schafen kann die Alkaloidwirkung von Veratrum californicum bei Verzehr durch das trächtige Mutterschaf eine Zyklopie auslösen. Die Behandlung mit Fenbendazol kann bei Schafen bereits in zweifacher Dosierung zu Zyklopie führen.

## Entstehung
Eine Zyklopie hat ihren Ursprung in einem fehlerhaften oder ausbleibenden Schluss des Neuralrohres. Durch die fehlende oder unvollständige Trennung der Augenanlagen kann die Nase in der Embryonalentwicklung nicht nach unten wandern und bleibt als Proboscis genannter Rüsselanhang oberhalb des Auges bestehen. Eine Zyklopie geht aufgrund des zugrunde liegenden Neuralrohrdefektes oft mit weiteren schweren Fehlbildungen einher.

## Klinische Erscheinung
Patienten mit Zyklopie weisen je nach Ausprägungsgrad eine mediane Monophthalmie, Synophthalmie oder Anophthalmie auf. Es findet sich ein rüsselartiger Fortsatz an der Stirn, der Proboscis genannt wird. Dieser stellt die ursprüngliche Nasenanlage dar und kann nasenförmig ausgeprägt sein. Die Nase kann gedoppelt, einzeln stehend oder ganz fehlend sein. Ist sie vorhanden, kann sie mit nur einer Öffnung versehen sein. Die übrige körperliche Entwicklung des Kindes kann altersgerecht und unauffällig sein.

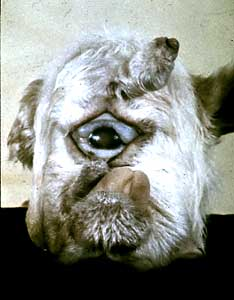
Zyklopie bei einem Lamm

## Diagnostik
Die Erkrankung kann sonografisch ab der 14. Schwangerschaftswoche diagnostiziert werden. Im Ultraschallbild des Gesichtes findet sich typischerweise nur eine Orbitaanlage. Es zeigen sich auch
die weiteren für eine alobäre Holoprosenzephalie typischen Veränderungen. Eine zytogenetische Untersuchung z. B. durch Amniozentese kann im Rahmen der Pränataldiagnostik eine gegebenenfalls zugrunde liegende Chromosomenaberration aufdecken.

## Therapie und Prophylaxe
Eine Therapie ist nicht möglich. Kinder mit einer Zyklopie sind nicht lebensfähig. Sie sterben innerhalb der ersten Lebenswoche. Bei einer Diagnosestellung während der Schwangerschaft besteht eine Indikation zum Schwangerschaftsabbruch. Liegt ein genetischer Defekt oder eine Chromosomenaberration vor, sollte eine Genetische Beratung der Eltern erfolgen.
In der Veterinärmedizin sollte eine genaue Identifizierung des Erbgangs und eine anschließende Aussortierung der betroffenen Tiere aus dem Zuchtpool erfolgen. Liegt eine exogene teratogene Ursache vor, sollte der Stoff (beispielsweise kontaminierte Futtermittel) identifiziert und die weitere Zufuhr unterbunden werden.

## Geschichte und kulturelle Aspekte

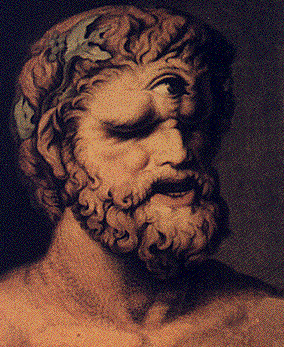
Kopf des Kyklopen Polyphemus (Gemälde von Johann Heinrich Wilhelm Tischbein 1802)

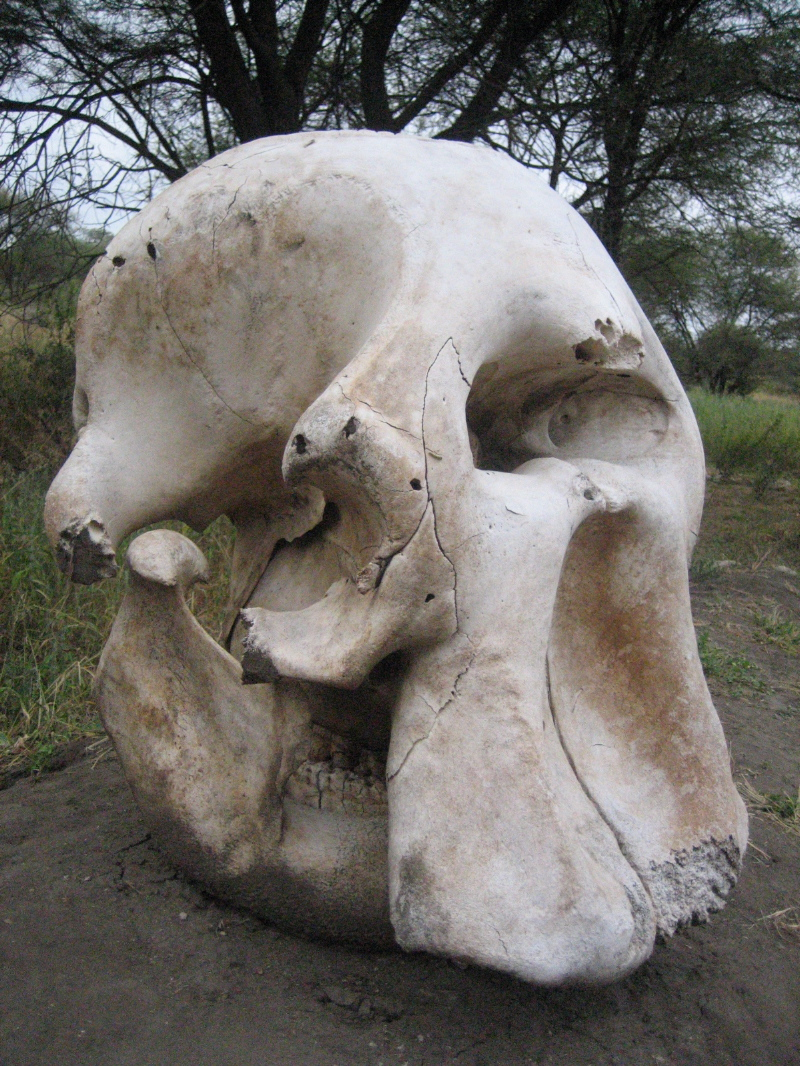
Schädel eines Afrikanischen Elefanten. Durch die fehlende knöcherne Umbauung der Augen erscheint am Skelett die Nasenöffnung wie eine mittige Augenhöhle.

Die Bezeichnung Zyklopie leitet sich von den Zyklopen ab. Hierbei handelt es sich um Gestalten aus der griechischen Mythologie. Kennzeichnend für Zyklopen ist ein einzelnes Auge auf der Stirn. Auch wenn die Wortbedeutung vom altgriechischen Wort Κύκλωπες (Kreisäugige) ableitet, wurden Zyklopen in der Kunst oft mit normalen, mandelförmigen Augen dargestellt. Der bekannteste Zyklop der griechischen Mythologie ist der Riese Polyphemus, Sohn des Poseidon, dem Odysseus im homerschen Epos der Odyssee begegnet.
Der Ursprung des Zyklopenglaubens scheint auf frühzeitliche und antike Funde fossiler Elefantenschädel zurückzugehen. Bei einem Elefantenschädel kann die mittig gelegene Nasenöffnung leicht für eine einzelne Augenhöhle gehalten werden, da bei Elefanten die Augen nicht durch eine knöcherne Augenhöhle begrenzt sind. Diese Theorie würde erklären, warum Zyklopen in der Mythologie oftmals gleichzeitig Riesen sind.
Ein anderer möglicher Ursprung für den Zyklopen ist die mythologische Verarbeitung der menschlichen Zyklopie.